# Västerlånggatan

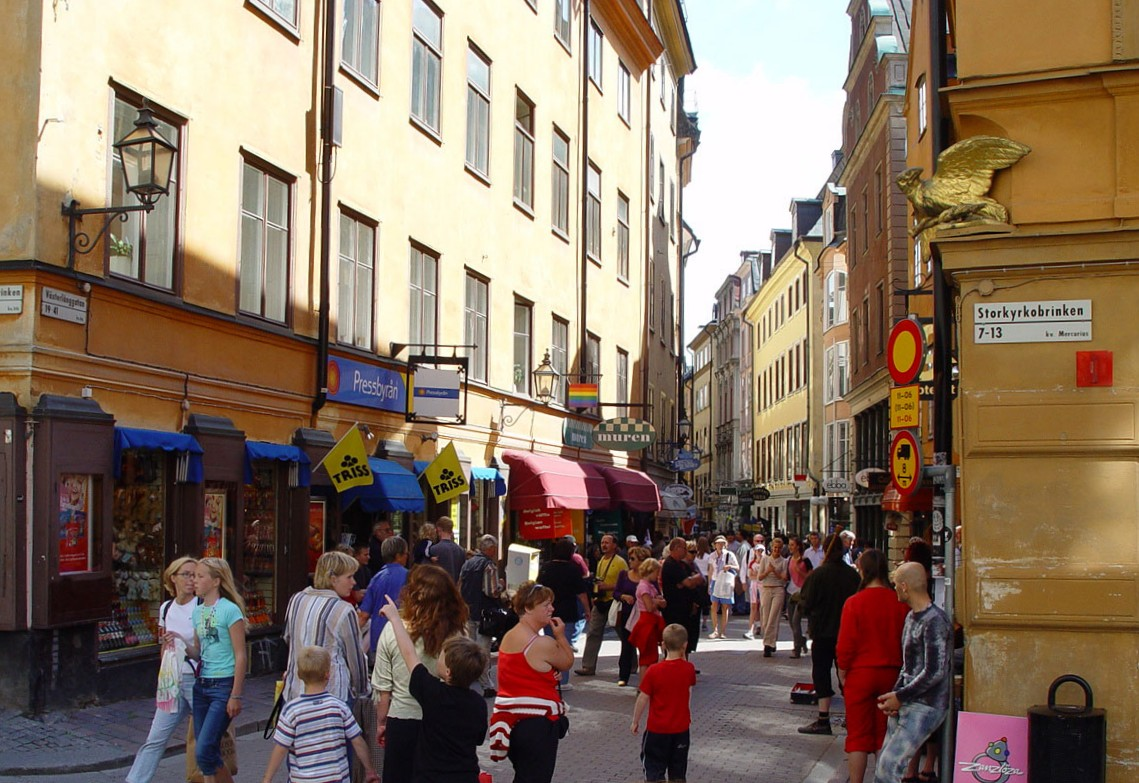
Västerlånggatan

Västerlånggatan is de hoofdstraat van Gamla Stan in Stockholm. Al vanaf de 15e eeuw wordt de straat in teksten genoemd. Tegenwoordig is het een winkelstraat met veel toeristenwinkels.

## Trivia
In de Zweedse versie van Monopoly is het de goedkoopste straat.